# چکرز چینی
اشترن‌هالما (به انگلیسی: Sternhalma) که معمولاً با نام چکرز چینی (به انگلیسی: Chinese checkers) شناخته می‌شود یک بازی رومیزی استراتژیک با منشأ آلمانی است که می‌تواند به صورت انفرادی یا به صورت جمعی و توسط دو، سه، چهار یا شش نفر انجام شود. این بازی یک نسخه مدرن و ساده شده از بازی هالما است. پیچیدگی بازی در حدی است که نیازی به شمارش یا املای چیزی ندارد و به همین خاطر حتی کودکان خردسال هم می‌توانند آن را بازی کنند.